# Seven Heads SPA
Seven Heads SPA este o arie protejată (arie de protecție specială avifaunistică — SPA) din Irlanda întinsă pe o suprafață de 446,85 ha, integral pe uscat.

## Localizare
Centrul sitului Seven Heads SPA este situat la coordonatele 51°34′39″N 8°43′39″W / 51.577426°N 8.727482°V.

## Înființare
Situl Seven Heads SPA a fost declarat arie de protecție specială avifaunistică în noiembrie 2006 pentru a proteja 4 specii de animale.

## Biodiversitate
Situată în ecoregiunea atlantică, aria protejată nu include niciun habitat protejat.
La baza desemnării sitului se află mai multe specii protejate de  păsări (4): șoim călător (Falco peregrinus), Larus argentatus, cormoran mare (Phalacrocorax carbo), Pyrrhocorax pyrrhocorax.